# Azumamaro Kada
Azumamaro Kada (jap. 荷田春満 Kada no Azumamaro; ur. 1669, zm. 1736) – japoński uczony i poeta, jeden z czołowych reprezentantów narodowej szkoły kokugaku.

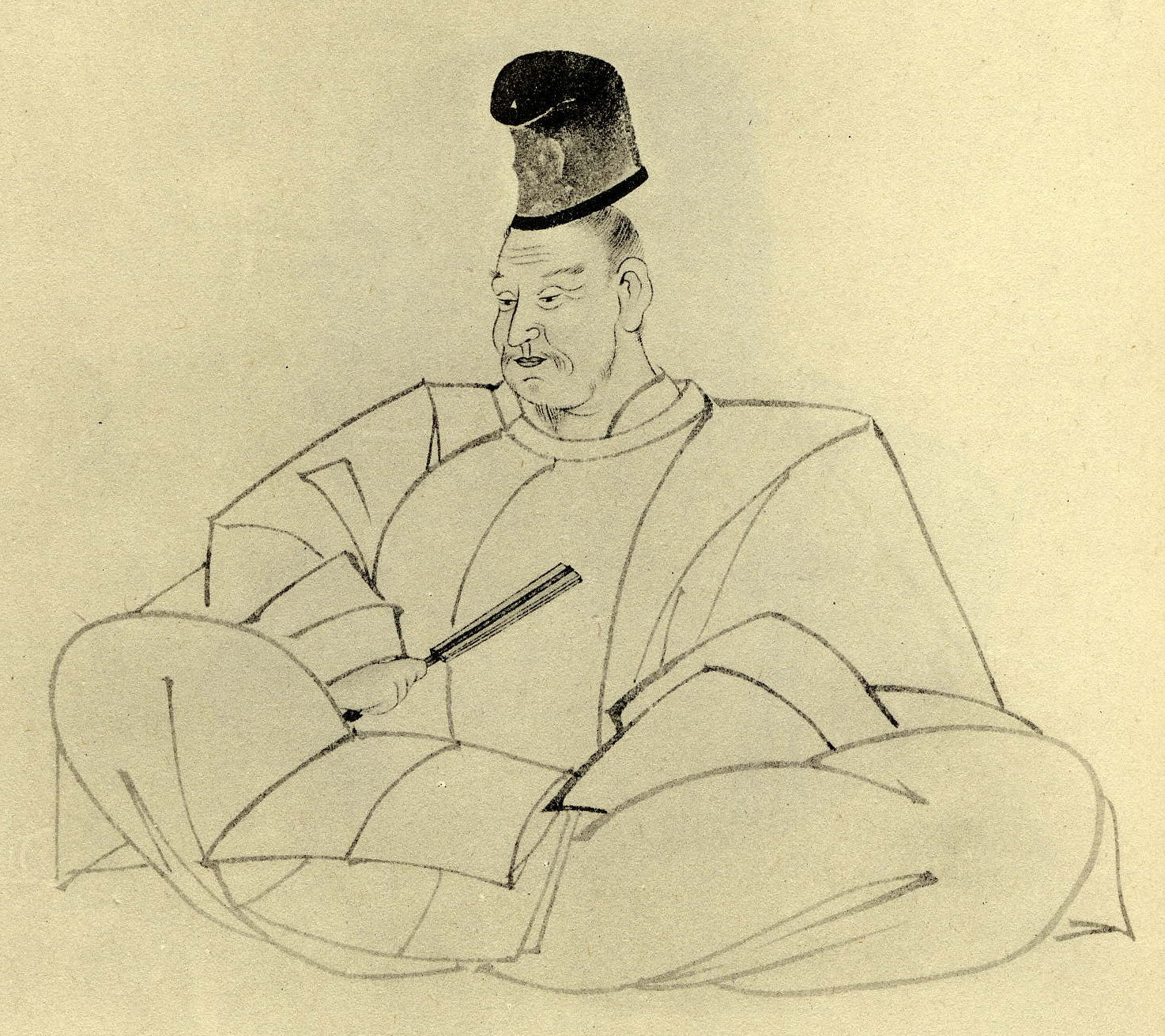
Azumamaro Kada

Pochodził z rodziny kapłanów shintō, pełniących posługę w świątyni Fushimi Inari-taisha w Kioto. Tworzył poezje w stylu waka. Przez trzy lata służył na dworze cesarza Reigena, później został wezwany do Edo, gdzie został zatrudniony przez sioguna jako dyrektor archiwum państwowego. Był znawcą kronik historycznych i dawnej poezji japońskiej. Nawoływał do odrzucenia oficjalnie obowiązującej ideologii konfucjańskiej i oparcia systemu edukacji na wartościach narodowych.
Kontynuatorami myśli Azumamaro byli jego przybrany syn Arimaro Kada oraz Mabuchi Kamo.